# Lejeunea lamacerina
Lejeunea lamacerina là một loài Rêu trong họ Lejeuneaceae. Loài này được (Stephani) Schiffner mô tả khoa học đầu tiên năm 1902.